# Cortegaça (przystanek kolejowy)
Cortegaça (port: Apeadeiro de Cortegaça) – przystanek kolejowy w gminie Ovar, w miejscowości Cortegaça, w dystrykcie Aveiro, w Portugalii. Znajduje się na Linha do Norte.
Jest obsługiwana przez pociągi CP Urbanos do Porto.

## Historia
Linia między stacjami Vila Nova de Gaia i Estarreja, która została wybudowana przez Companhia dos Caminhos de Ferro Portugueses, została otwarta w dniu 8 lipca 1863.

## Linie kolejowe
- Linha do Norte